# Ivan Trifonovici Grișin
Ivan Trifonovici Grișin (în rusă Иван Трифонович Гришин; n. 3 august 1919, Novomykolaivka⁠(d), Ivanivka Hromada⁠(d), regiunea Herson, Ucraina – d. 15 noiembrie 1944, comuna Apatin, Republica Socialistă Serbia, RSF Iugoslavia) a fost un căpitan în  Armata Roșie a Muncitorilor și Țăranilor, care a luptat în Marele Război pentru Apărarea Patriei și a fost distins cu titlul de Erou al Uniunii Sovietice (post-mortem, 1945).

## Biografie
Ivan Grișin s-a născut în 1919 într-o familie de țărani din satul Novonikolaevka (astăzi în raionul Ivanivka din regiunea Herson din Ucraina). A absolvit șase clase, după care a lucrat într-un colhoz. În 1941 Grișin a absolvit cursurile Școlii de infanterie de la Ufa. Începând din iunie 1941 a luat parte la luptele purtate de Armata Sovietică în Marele Război pentru Apărarea Patriei. În noiembrie 1944, căpitanul Ivan Grișin era comandant adjunct al unui batalion din cadrul Regimentului 78 Infanterie (Divizia 74 Infanterie, Armata a 57-a, Frontul III Ucrainean). S-a remarcat în luptele pentru eliberarea Iugoslaviei.
La 11 noiembrie 1944, aflat în fruntea unui grup de militari sovietici, Grișin a traversat Dunărea lângă orașul Apatin și a luat în stăpânire un cap de pod de pe malul drept al fluviului. Acțiunile militare ale grupului au contribuit la traversarea cu succes a fluviului de către întregul batalion. În bătăliile purtate la capul de pod, Grișin a fost rănit, dar nu a părăsit câmpul de luptă, continuând să-și conducă grupul. A fost transportat, după bătălie, la batalionul medical, unde a murit la 15 noiembrie 1944. A fost îngropat în orașul Apatin.
Prin decretul prezidiului Sovietului Suprem al URSS din 24 martie 1945, căpitanului Ivan Grișin i s-a acordat post-mortem titlul de Erou al Uniunii Sovietice pentru „îndeplinirea exemplară a misiunilor de luptă ale comandamentului și pentru curajul și eroismul dovedit în luptele împotriva invadatorilor germani”. El a primit, de asemenea, Ordinul Lenin, Ordinul Războiului Patriotic cl. I și Ordinul Steaua Roșie.

## Decorații
- Medalia „Steaua de Aur” asociată titlului de Erou al Uniunii Sovietice (24.04.1945), post-mortem[3][4]
- Ordinul Lenin
- Ordinul Steaua Roșie (04.08.1943)[5]
- Ordinul Războiului Patriotic, cl. I (31.12.1944), post-mortem[6]